# Tesouro de Dabene

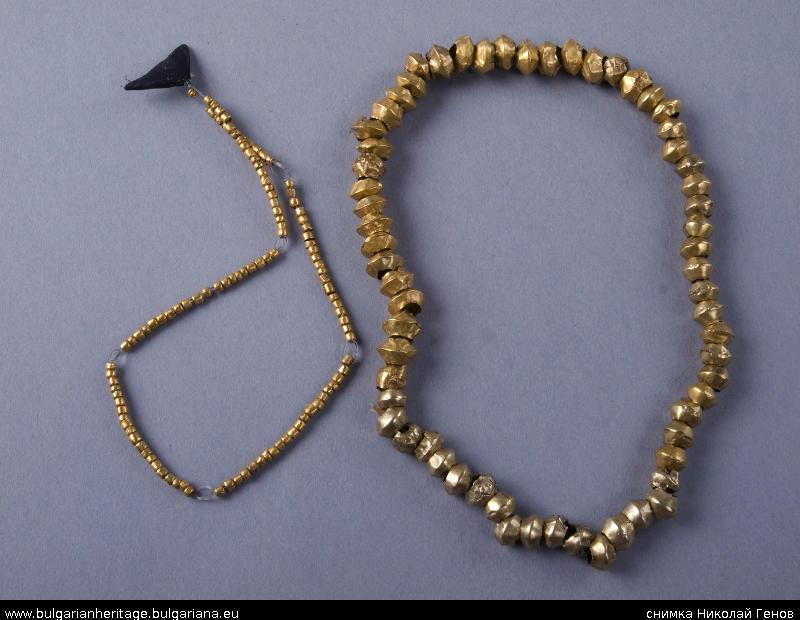

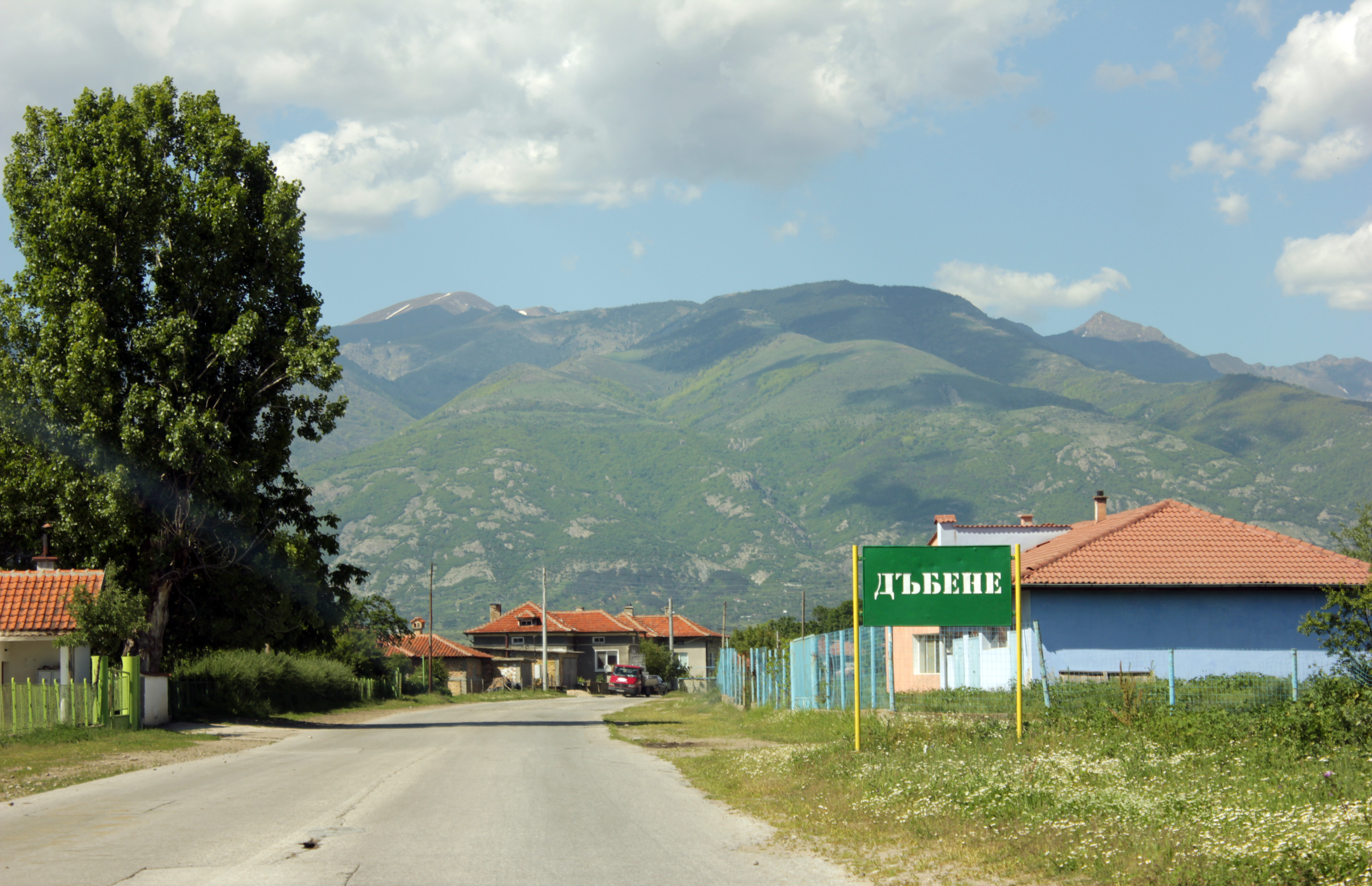
Entrada do vilarejo de Dabene

O tesouro de Dabene (búlgaro: Дъбенското съкровище) foi descoberto em 2004 perto da aldeia de Dabene no município de Karlovo, província de Plovdiv, na Bulgária central. As escavações foram lideradas pelo arqueólogo Martin Hristov. Outros elementos do tesouro foram descobertos em 2006. 
As escavações na área começaram depois que dois arqueólogos do Museu Histórico Nacional encontraram uma mulher local com um requintado colar de ouro encontrado pelo marido enquanto lavrava seu trator. O casal não sabia das origens da jóia e cooperou com os arqueólogos. Desde que o tesouro foi encontrado em terras agrícolas, os arqueólogos tiveram que ajustar o tempo das escavações para atividades agrícolas.
Todo o tesouro é composto por 21.000 peças de ouro — a mais significativa entre eles foi descoberta durante as escavações, em 2006, um punhal de ouro e prata (punhal de dois gumes) que não termina com uma ponta afiada e afiadas com partes iguais. O tesouro remonta a 2450–2100 aC. Os arqueólogos ainda não estão unidos em sua opinião sobre sua origem — trácio ou proto-trácio. Supõe-se, no entanto, que no campo de Karlovo, onde a aldeia de Dabene está localizada, provavelmente havia um centro de produção na antiguidade. Esta conclusão é feita porque os elementos dourados não são encontrados na lápide, não há restos de ossos humanos e cerâmicas, ou seja, não são partes de um presente funerário.
O tesouro foi desenterrado em perfeitas condições e foi exposto no Museu Histórico Nacional sem restauração em 9 de agosto de 2005.